# Чингенейери
Чингенейери или Чингенемераси (на турски: Süleymaniye) е село в Източна Тракия, Турция, Вилает Одрин. Околия Узункьопрю.

## География
Селото се намира на 18 км югоизточно от Узункьопрю.

## История
В 19 век Чингенейери е село в Узункюприйска кааза на Османската империя. Според статистиката на професор Любомир Милетич в 1912 година в селото живеят 50 български патриаршистки семейства.